# مشاركة المعرفة
مشاركة المعرفة هي نشاط يتم تبادله بين الناس والأصدقاء والأسر والمجتمعات (مثل ويكيبيديا) أو المنظمات من خلال المعرفة (أي المعلومات والمهارات والخبرات).
وقد اعترفت المنظمات أن المعرفة تشكل موجودات قيمه غير ملموسة لخلق المزايا التنافسية وحفظها. ويتم دعم أنشطة مشاركة المعرفة عموما عن طريق نظم إدارة المعرفة. ومع ذلك، تشكل التكنولوجيا واحدة فقط من العديد من العوامل المؤثرة على مشاركة المعرفة في المنظمات مثل الثقافة التنظيمية والثقة والحوافز. تشكل مشاركة المعرفة تحدياً كبيراً في مجال إدارة المعرفة لأنه يميل بعض الموظفين إلى مقاومة مشاركة معارفهم مع بقية أعضاء المنظمة.

## تدفق المعرفة
يقول سنودن ان تدريس المعرفة كتدفق وشيء ملائم كثيراً مع أنه عادةً يتم التعامل مع المعرفة ككائن. وقد ترتبط المعرفة كتدفق بمفهوم المعرفة الضمنية التي اكتشفها بولاني واضاف نوناكا المزيد من التوضيح عليها فيما بعد. بينما تكمن صعوبة مشاركة المعرفة في نقل المعرفة من كيان واحد إلى آخر، فقد تثبت الربحية للمنظمات للاعتراف بصعوبات نقل المعرفة ومرحلته النقضية والتي وفقاً لذلك تعتمد على استراتيجيات إدارة المعرفة الجديدة.

## مشاركة المعرفة الصريحة
تحدث مشاركة المعرفة الصريحة عندما يتم إتاحة المعرفة الصريحة لتكون مشتركة بين الكيانات. وتحدث مشاركة المعرفة الصريحة بنجاح عندما يتم استيفاء المعايير التالية:
- التعبير: يمكن لمزود المعرفة ان يصف المعلومات.
- التوعية : يجب أن يكون المتلقي على علم بأن المعرفة متاحة.
- الوصول: يمكن لمتلقي المعرفة الوصول إلى مزود المعرفة.
- التوجيه: يجب ان تعرف مجموعة المعارف وتبينها في مواضيع أو مجالات مختلفة وذلك لتجنب الكم الهائل من المعلومات وتسهيل الوصول إلى المواد المناسبة. وغالبا ما يعتبر مديري المعرفة هم الشخصيات الرئيسية في إنشاء نظام فعال لمشاركة المعرفة.
- الاكتمال: يداراسلوب مشاركة المعرفة بشمولية في شكل كلا من المعرفة الذاتية المنشورة.

## مشاركة المعرفة الضمنية
تحدث مشاركة المعرفة الضمنية من خلال أنواع مختلفة من التثقيف الاجتماعي على الرغم من صعوبة تحديد المعرفة الضمنية وجمعها . تشمل العوامل المؤثرة المرتبطة بمشاركة المعرفة الضمنية مايلي:
- الشبكات غير الرسمية مثل التفاعلات اليومية بين الناس في البيئة المحددة (العمل والمدرسة والمنزل وما إلى ذلك) فتمتد شبكات التسلسل الهرمي والوظائف .
- توفير مساحة يستطيع فيها الأشخاص من الدخول في المناقشات غير المنظمة أو غير خاضعة للرقابة وبالتالي تعزز الشبكات غير الرسمية.
- ممارسة العمل الغير منظم أو التجريبي الذي يشجع على إيجاد الحلول للمشكلات، وتطوير الشبكات الاجتماعية.

## مشاركة المعرفة المضمنّة
تحدث مشاركة المعرفة المضمنّة عندما يتم تشارك المعرفة من خلال المنتجات والعمليات والروتينات المحددة بوضوح، ويمكن ان تكون هذه المعرفة مشتركة بطرق مختلفة مثل:
- تخطيط السيناريو وعملية استخلاص المعلومات: من خلال توفير مساحة منظمة لتأليف السيناريوهات المحتملة، وتليها مناقشة ما حدث وكيف يصبح مختلفاً.
- التدريب على الإدارة.
- نقل المعرفة: من خلال ضمّ الأنظمة والعمليات والروتينات بتأن لدمج المعرفة ذات الصلة وتشاركها.

## أهمية مشاركة المعرفة في المنظمات
تشكل المعرفة قيم للأصول غير الملموسة لخلق المزايا التنافسية ودعمها داخل المنظمات. وهناك عدة عوامل مؤثرة على مشاركة المعرفة في المنظمات مثل الثقافة التنظيمية، والثقة، والحوافز، والتكنولوجيا. وعادة ما تعتمد أنشطة مشاركة المعرفة على نظم إدارة المعرفة وهو شكل من تكنولوجيا المعلومات والتي تسهل المعلومات وتنظمها داخل الشركة أو المؤسسة.

## تحديات مشاركة المعرفة
يمكن أن تشكل مشاركة المعرفة تحدياً كبيراً في مجال إدارة المعرفة في بعض الأحيان. تكمن صعوبة مشاركة المعرفة في نقل المعرفة من كيان واحد إلى آخر. ويميل بعض الموظفين لمقاومة انتقال المعرفة بسبب فكرة أن المعرفة هي ممتلكات أي مُلكية وبالتالي فهي مهمة جداً ومن أجل مواجهة ذلك فلابد من طمأنة الأفراد بأنهم سوف يحصلون على نوع من الحوافز لتأليفهم. ومع ذلك أظهر دالكر(2005) أنه عادة ما يتم مكافأة الأفراد الأكثر معرفة وليس الأكثر مشاركة. وتحدث عواقب سلبية عند منع مشاركة المعرفة مثل العزلة ومقاومة الأفكار. فينبغي لكيان الثقافة التنظيمية أن تشجع الاكتشاف والابتكار لتعزيز مشاركة المعرفة وإزالة عقباتها.

## دور تكنولوجيا المعلومات في مشاركة المعرفة
نظم تكنولوجيا المعلومات هي أدوات مشتركة تساعد على تسهيل إدارة المعرفة ومشاركتها. فالدور الرئيسي لأنظمة تكنولوجيا المعلومات هي مساعدة الناس على تشارك المعرفة من خلال منصات مشتركة وتخزين الكتروني لمساعدة الوصول ببساطة وتشجيع إعادة الاستخدام الاقتصادي للمعرفة. توفر نظم تكنولوجيا المعلومات التصنيف وإضفاء الطابع الشخصي والمستودعات الإلكترونية للمعلومات ويمكن أن تساعد الناس لتحديد موقع بعضها البعض للتواصل مباشرة. يمكن ان تسهل نظم تكنولوجيا المعلومات للمنظمات اكتساب المعرفة وتخزينها أو نشر المعرفة مع التدريب والتعليم المناسب.

## اقرأ أيضًا
- اقتصاد المعرفة
- إدارة المعرفة
- قاعدة معرفة
- نظم العمل المعرفي